# Anisota kendallorum
Espèce
 Anisota kendallorum  est une espèce de lépidoptère appartenant à la famille des Saturniidae. Cette espèce vit à Belize et au Mexique.